# Grave Digger
Grave Digger (с англ. — «Могильщик») — хэви-метал/спид-метал-группа из Германии, образованная в 1980 году.

## История
Группа образована в Гладбеке (Германия) в 1980 году. В первом составе группы были вокалист и гитарист Петер Массон, бас-гитарист Крис Больтендаль (Chris Boltendahl) и ударник Лутц Шмельцер. Вскоре место у микрофона занял Крис, чей вокал стал «визитной карточкой» группы. Впервые творчество группы было выпущено в 1983 году — песня «Violence» попала в сборник «Rock From Hell». В 1984 вышел первый альбом группы «Heavy Metal Breakdown». После выпуска альбомов «Witch Hunter» и «War Games» Петер Массон ушел из группы. Его место занял Уве Лулис.
В 1986 году группа сменила имя на «Digger». Под этим названием выпущен альбом «Stronger Than Ever», по стилю отличавшийся от музыки «Grave Digger». Альбом не имел успеха и в 1987 году группа распалась.
В 1991 году Больтендаль начал возрождение «Grave Digger». В состав возрожденной группы вошли гитарист Уве Лулис, бас-гитарист Томи Гёттлих (Tomi Göttlich) (экс-Asgard, Rebellion) и ударник Питер Брейтенбах. В 1993 году вышел альбом «The Reaper». В 1994 году Брейтенбаха заменил Йорг Михаэль (Jörg Michael), но следующий альбом «Symphony Of Death» записан уже с ударником Франком Ульрихом. Вскоре ушел и он, на его место пришел Штефан Арнольд. В 1996 году Grave Digger записали концептуальный альбом «Tunes Of War», который посвятили славному прошлому Шотландии.
В 1998 году записан концептуальный альбом «Knights Of The Cross», тематика которого относится к Крестовым походам и Ордену Тамплиеров. В альбоме на бас-гитаре играл новый бас-гитарист — Йенс Беккер (Jens Becker) (экс-Running Wild и X-Wild). Финальной частью трилогии концептуальных альбомов стал «Excalibur» (1999), который посвящён рыцарям Круглого стола и Артуровским мифам.
В конце 2000 года группу покинул Уве Лулис, его заменил Манни Шмидт (Manni Schmidt) (экс-Rage).
С новым гитаристом группа записывает мощнейший альбом "The Grave Digger" который Крис считает лучшим в дискографии коллектива.
Следующий номерной альбом «Rheingold» основан на немецком фольклоре, в частности на саге Рихарда Вагнера «Кольцо нибелунга». Следующий альбом «The Last Supper» выпущен в январе 2005 года. После него группа отметила своё 25-летие, записав живой концерт на DVD «25 To Live».
В январе 2007 года выходит новый, вновь концептуальный альбом «Liberty or death», посвященный террору, тиранам и борьбе с ними. Весной того же года группа дала три концерта в России в рамках тура в поддержку альбома. В 2008 году, во время записи нового альбома, в составе впервые появился второй гитарист. Им стал Тило Херманн (Thilo Hermann) (экс-Running Wild), старый приятель Мани Шмидта.
В январе 2009 выходит новый альбом «Ballads Of A Hangman». Как рассказывал Крис, на создании концепции альбома его подтолкнула книжка со стишками про смерть, подаренная его женой. Во время тура в поддержку альбома из группы уходит Тило Херманн. Три концерта в России были отыграны уже в одну гитару. Летом 2009 года было анонсировано выступление на фестивале «ПроРок» на Украине. Однако шоу так и не состоялось из-за отмены второго дня фестиваля. В октябре того же года из-за разногласий группу покидает Манни Шмидт. Замена ему была найдена в лице старого знакомого Криса, гитариста Акселя Ритта (Axel Ritt).
В 2010 году группе исполняется 30 лет. К этой дате было приурочено грандиозное выступление на «Wacken Open Air». 1 октября выходит новый альбом «The Clans Will Rise Again», в котором «могилокопатели» вновь возвратились к славному прошлому Шотландии. В рамках тура в поддержку альбома группа дала несколько концертов в России и Беларуси. 7 марта состоялся выход юбилейного DVD «The Clans Are Still Marching», съемки которого прошли на фестивале Wacken Open Air. В качестве специальных гостей на сцене засветились Van Canto, Ханси Кюрш и Доро.

## Дискография

### Студийные альбомы
| Год  | Наименования                              |
| ---- | ----------------------------------------- |
| 1984 | Heavy Metal Breakdown                     |
| 1985 | Witch Hunter                              |
| 1986 | War Games                                 |
| 1986 | Stronger Than Ever (под названием Digger) |
| 1993 | The Reaper                                |
| 1995 | Heart of Darkness                         |
| 1996 | Tunes of War                              |
| 1998 | Knights of the Cross                      |
| 1999 | Excalibur                                 |
| 2001 | The Grave Digger                          |
| 2003 | Rheingold                                 |
| 2005 | The Last Supper                           |
| 2007 | Liberty or Death                          |
| 2009 | Ballads of a Hangman                      |
| 2010 | The Clans Will Rise Again                 |
| 2012 | Clash of the Gods                         |
| 2014 | Return of the Reaper                      |
| 2015 | Exhumation — The Early Years              |
| 2017 | Healed By Metal                           |
| 2018 | The Living Dead                           |
| 2020 | Fields of Blood                           |
| 2022 | Symbol of Eternity                        |

### Живые альбомы
| Год  | Наименования           |
| ---- | ---------------------- |
| 2002 | Tunes of Wacken — Live |
| 2005 | 25 to Live             |

### Компиляции
| Год  | Наименования                                          |
| ---- | ----------------------------------------------------- |
| 1993 | The Best of the Eighties                              |
| 2002 | Die Definitiv Biografie                               |
| 2002 | The History — Part One                                |
| 2002 | Masterpieces — Best of Album                          |
| 2003 | Lost Tunes from the Vault                             |
| 2005 | The Music Remains the Same: A Tribute to Led Zeppelin |

### EP и синглы
| Год  | Наименования                       |
| ---- | ---------------------------------- |
| 1982 | 1982 Grave Digger Demo             |
| 1983 | Born Again Demo                    |
| 1984 | Shoot Her Down                     |
| 1991 | 1991 Grave Digger Demo             |
| 1992 | For Promotion Only                 |
| 1994 | Symphony of Death                  |
| 1996 | Rebellion - Single                 |
| 1997 | The Dark Of The Sun                |
| 1998 | The Battle Of Bannockburn - Single |
| 1999 | The Round Table (Forever) - Single |
| 2006 | Yesterday                          |
| 2006 | Silent Revolution - Single         |
| 2008 | Pray                               |
| 2011 | Ballad Of Mary                     |

## Текущий состав
- Крис Больтендаль — вокал (1980 — по настоящее время), бас (1980 — 1983, 1985)
- Аксель Ритт — гитара (2010 — по настоящее время)
- Йенс Беккер — бас (1997 — по настоящее время)
- Маркус Книп — клавишные (2014 — по настоящее время); ударные (2018 - по настоящее время)

## Бывшие участники
- Ханс Петер Катценбург — клавишные (1996 — 2014)
- Манни Шмидт — гитара (2000 — 2009)
- Тило Герман — гитара (2007 — 2009)
- Уве Лулис — гитара (1986 — 2000)
- Петер Массон — гитара (1980 — 1986)
- Томи Гётлих — бас (1991 — 1997)
- Мартин Герлицки — бас (1983)
- Вилли Лакман — бас (1983 —1984)
- Рене Тайхгребер — бас (1984)
- C.F. Frank — бас (1985—1987)
- Франк Ульрих — ударные (1994 —1995)
- Йорг Михаэль — ударные (1993 —1994)
- Лутц Шмельцер — ударные (1980)
- Филип Зайбель — ударные (1981 —1983)
- Альберт Эккардт — ударные (1983 —1987)
- Петер Брайтенбах — ударные (1991—1993)
- Штефан Арнольд — ударные (1996 — 2018)